# Conrad Ricamora
Conrad Wayne Ricamora (* 17. Februar 1979 in Santa Maria, Kalifornien) ist ein US-amerikanischer Schauspieler und Sänger.

## Leben und Karriere
Ricamora wurde im Februar 1979 als Sohn von Debbie Bolender und Ron Ricamora in Santa Maria, Kalifornien, geboren. Ricamora ist philippinischer, deutscher und irischer Abstammung.
Ricamora erwarb an der Queens University of Charlotte einen Abschluss in Psychologie. Seine Schauspielausbildung schloss er 2012 mit Master of Fine Arts an der Universität Tennessee in Knoxville ab.
Seine Karriere als Schauspieler begann er als Theaterdarsteller in verschiedenen Stücken wie Here Lies Love oder The King and I. Sein Schauspieldebüt gab er 2006 in dem Spielfilm Ricky Bobby – König der Rennfahrer. Danach folgte eine jahrelange Pause, ehe er im Jahr 2014 für die Nebenrolle des Oliver Hampton in der ABC-Krimiserie How to Get Away with Murder verpflichtet wurde. Darin verkörperte Ricamora von September 2014 bis zum Serienfinale 2020 den Serienfreund von Jack Falahees Figur Connor. Seit der dritten Staffel gehörte er zum Hauptcast.
Ricamora hat sich öffentlich zu seiner Homosexualität bekannt. 2016 wurde er mit dem Visibility Award der Human Rights Campaign geehrt.

## Gesangskarriere
Neben seiner Schauspielkarriere hat Ricamora zwischen 2014 und 2018 diverse Songs aufgenommen und mehrere Singles veröffentlicht.
Singles:
- She‘s Got A Way (2018)
- And So It Goes (2018)
- My Funny Valentine (2018)

## Filmografie
| Jahr      | Tittel                                     | Rolle            | Info                                                        |
| --------- | ------------------------------------------ | ---------------- | ----------------------------------------------------------- |
| 2004      | Communication Breakdown                    | One Night Johnny |                                                             |
| 2005      | Nightmare at the Fear Factory              | Ian              | Hauptrolle                                                  |
| 2006      | Ricky Bobby – König der Rennfahrer         | DMV Officer      |                                                             |
| 2011      | Richard III                                | Sir James        | Adams Shakespearean Theatre                                 |
| 2011      | Richard III                                | Tyrrel           | Adams Shakespearean Theatre                                 |
| 2014–2020 | How to Get Away with Murder (Fernsehserie) | Oliver Hampton   | 82 Folgen Nebenrolle Staffel 1–2 Hauptbesetzung Staffel 3–6 |
| 2017      | The Light of the Moon                      | Jack             | Hauptcast                                                   |
| 2017      | Mental (Fernsehserie)                      | Dr. Torres       | Folge 1x03                                                  |
| 2018      | Immaculate (Fernsehserie)                  |                  |                                                             |
| 2020      | Die bunte Seite des Monds                  | Stimme von Houyi | Animationsfilm                                              |
| 2021–2023 | Atlanta Medical                            | Jake Phillips    | Folge 4x02                                                  |
| 2021–2023 | Atlanta Medical                            | Dr. Jake Wong    | 11 Folgen Folge 4x02–6x13                                   |
| 2022      | Fire Island                                | Will             |                                                             |
|           |                                            |                  |                                                             |